# Luster
Luster är en kyrkby och tidigare tätort i Lusters kommun i Vestland fylke i västra Norge. År 2004 ströks den från listan över tätorter av Statistisk sentralbyrå.

## Bilder

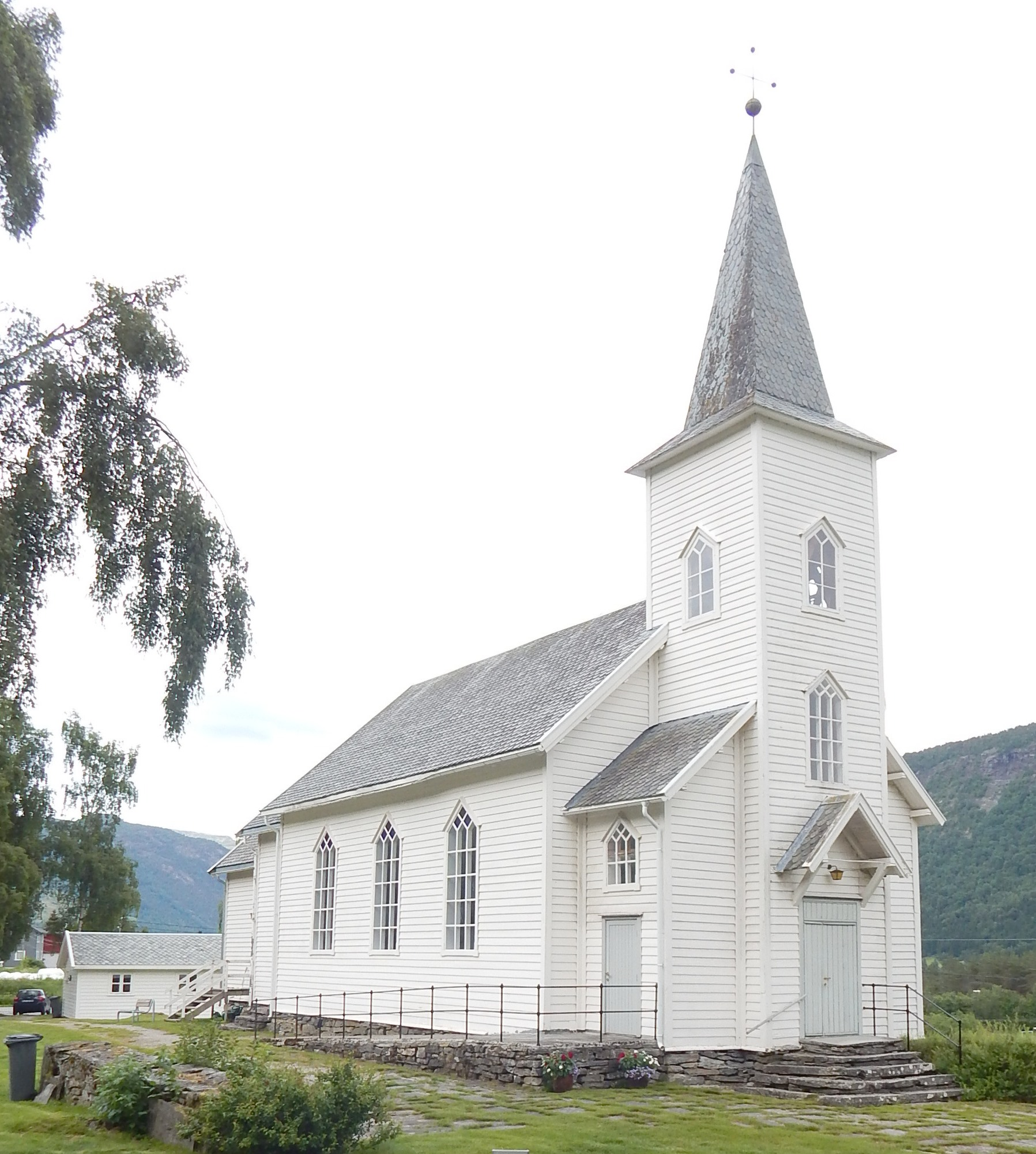
Fet kirke.
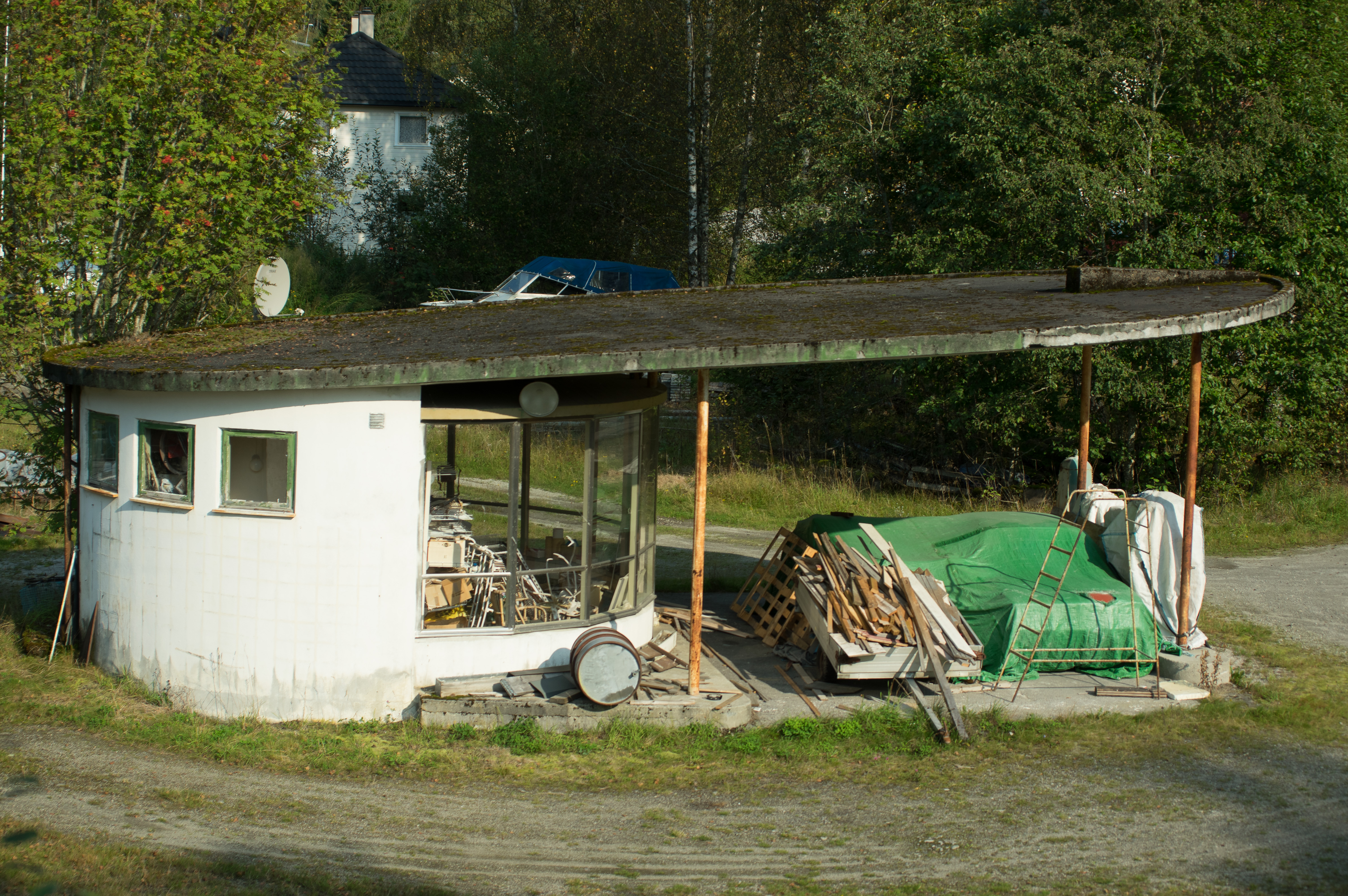
Skjoldens bensinstation.